# Villavellid
Villavellid es un municipio de España perteneciente a la provincia de Valladolid, en la comunidad autónoma de Castilla y León. Tiene una población de 53 habitantes (INE 2024).

## Geografía
El municipio tiene una superficie de 21,71 km². Está situado entre Villardefrades y Tiedra.

## Historia
A mediados del siglo XIX, la villa tenía contabilizada una población de 350 habitantes. Aparece descrita en el decimosexto volumen del Diccionario geográfico-estadístico-histórico de España y sus posesiones de Ultramar de Pascual Madoz de la siguiente manera:

VILLAVELLI: v. con ayunt. en la prov., aud. terr. y c. g. de Valladolid (9 leg.), part. jud. de La Mota del Marqués (2), dióc. de Zamora (9): sit. en la pendiente de una cuesta, sobre la que hay un ant. cast. del que solo se conservan el torreon de homenage y varias almenas; goza de clima sano. Tiene 110 casas; una fuente de buena agua; 2 igl. parr. (Sta. Maria y San Miguel); 2 ermitas, El Humilladero y Ntra. Sra. de los Remedios. Confina el térm. con los de pobladura, Tiedra, San Pedro del Atarce, Castromembibre y Villar de Frades. El terreno, abundante de aguas, es de buena calidad. caminos: los locales. El correo se recibe y despacha en Villar de Frades. prod.: cereales, legumbres, vino y yerbas, con las que se mantiene ganado lanar y mular. ind.: la agrícola y alguno de los oficios mas indispensabres. comercio: esportacion del sobrante de frutos é importación de los art. que faltan. pobl.: 71 vec., 350 alm. cap. prod.: 823,750 rs. imp. : 82,375.
(Madoz, 1850, p. 293)

## Geografía humana

### Demografía
Cuenta con una población de 53 habitantes (INE 2024).
| Gráfica de evolución demográfica de Villavellid entre 1842 y 2021                                                     |
| |
| Población de derecho según los censos de población del INE. Población de hecho según los censos de población del INE. |

| 75                        | 69 | 72 | 76 | 72 | 63 | 62 | 61 | 50 | 50 |
| (Fuente: INE [Consultar]) |    |    |    |    |    |    |    |    |    |

## Patrimonio

#### Castillo
El castillo de Villavellid es una fortaleza del siglo XV situada en la línea fronteriza de los reinos de León y Castilla.

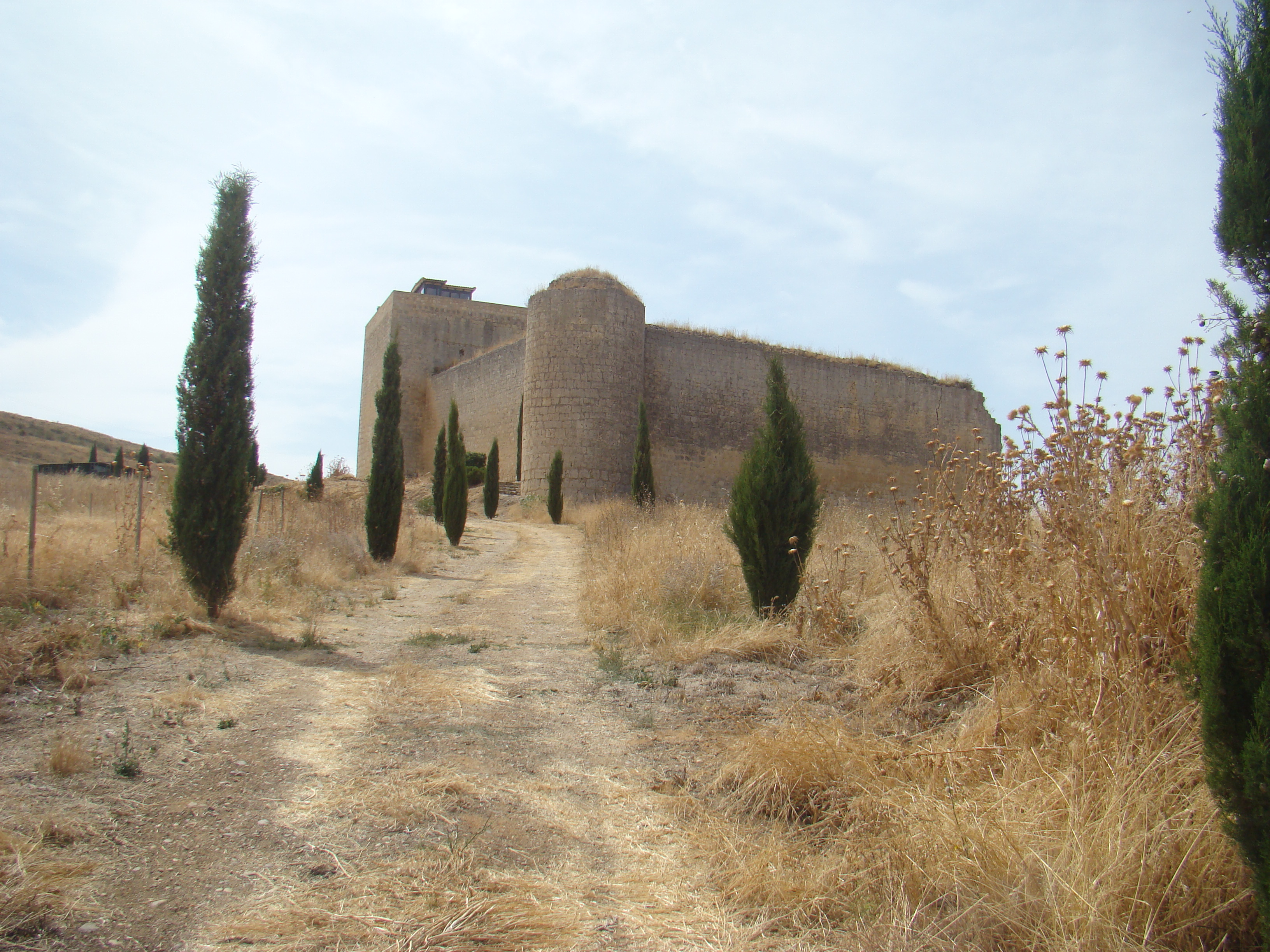
Castillo de Villavellid

En 1452 era señor del castillo Diego de Almanza, regidor de Toro, quien lo entregó a su hija Francisca como dote en 1465, al casarse con Pedro Pimentel, hijo del Conde de Benavente. A la muerte de esta, sin descendencia, el castillo pasó a su hermana Constanza casada con Juan Enríquez de Guzmán y cuyo hijo Francisco fue el primer marqués de Alcañices e instituirá mayorazgo con todas sus propiedades, incluyendo la fortaleza de Villavellid.

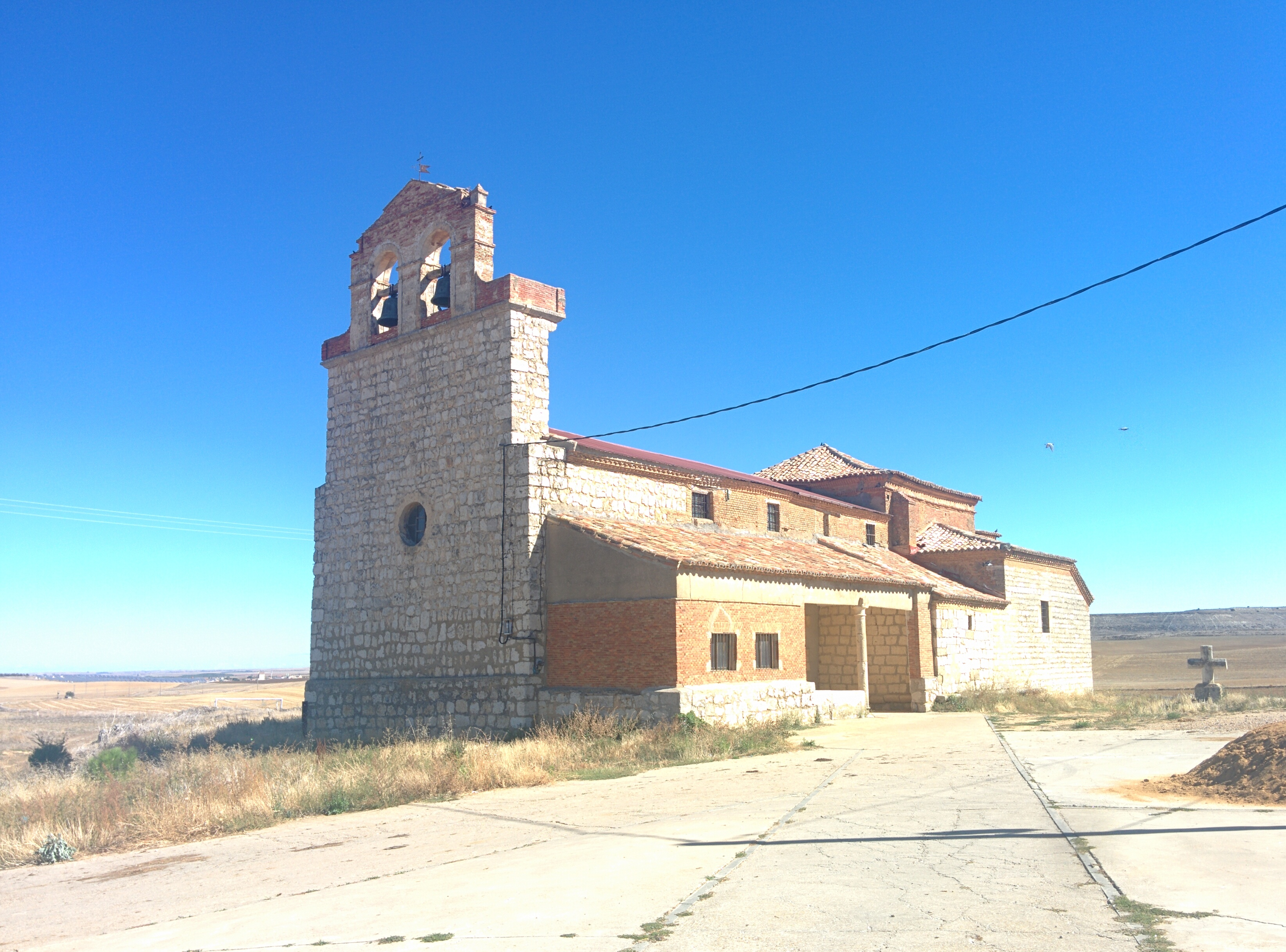
Iglesia de Santa María

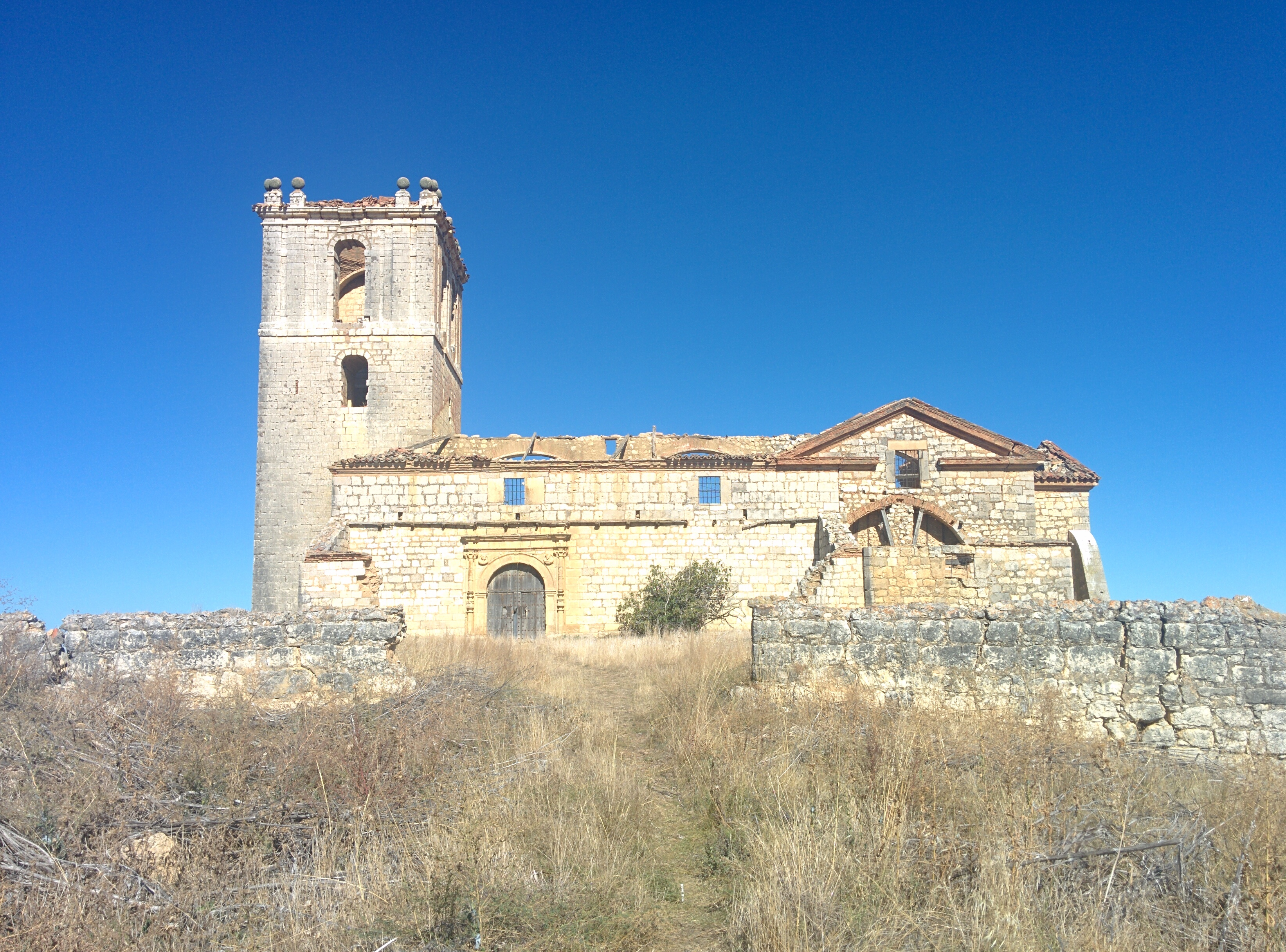
Iglesia de San Miguel

El castillo palacio es de planta cuadrada, construido con anchos muros de sillería que ocultan un armazón de mampostería. Tiene tres cubos cilíndricos en tres de sus ángulos y en el cuarto una achaparrada torre del homenaje, cuadrada de dos pisos hoy hundidos. Actualmente se encuentra en ruina consolidada.

### Iglesia de Santa María
En ella destaca el grupo escultórico de La Virgen y el Niño con Santa Ana, obra barroca atribuida a los toresanos Sebastián Ducete y Esteban de Rueda. Está considerada como una de las obras más singulares de la escultura barroca castellana.

### Iglesia de San Miguel
Situada en los arrabales de la localidad y en ruinas, de estilo renacentista. En el pórtico derrumbado, se puede ver una portada plateresca, en la que se aprecia un arco de medio punto sostenido por dos pilastras cajeadas. El conjunto está flanqueado por dos columnas abalaustradas que sostienen un entablamento. En las enjutas se pueden ver dos medallones con rostros humanos.

Consta de dos naves, siendo la más grande reforzada con contrafuertes, y ábside rectangular. La torre, de dos cuerpos, rematada con decoración de bolas, se cubría con una cúpula de ladrillo, que al igual que los techos, también está mayormente derrumbada.

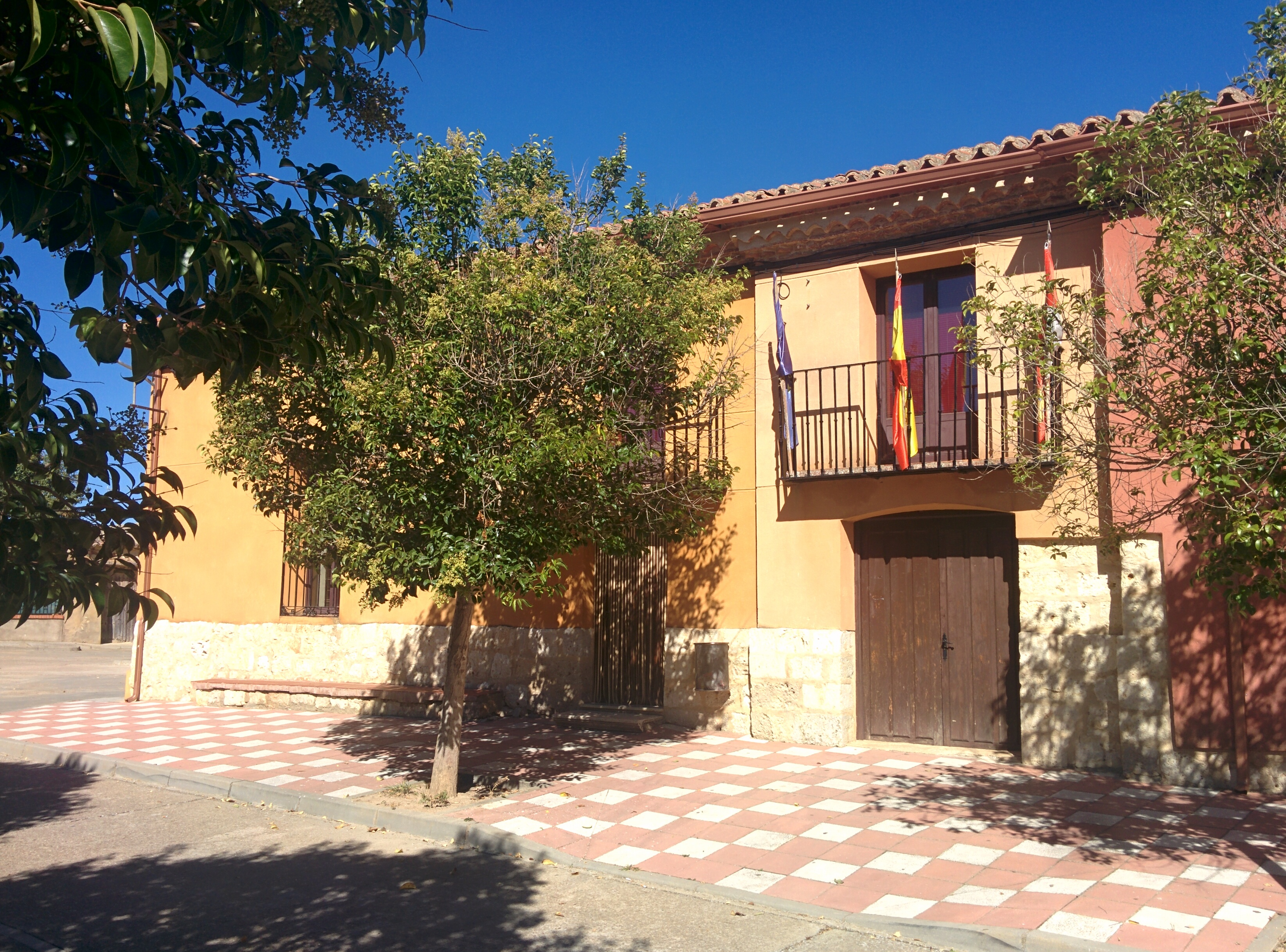
Casa consistorial

Está en la lista roja del patrimonio.

## Fiestas
- San Marcos, el 25 de abril, con verbenas y procesión;
- Virgen del Riego, el 15 de agosto, son diseñadas y organizadas por una cofradía de la localidad.[7]